# Ekosong
Ekosong – festiwal piosenki ekologicznej organizowany w Katowicach Panewnikach od 1990 przez franciszkanów z Prowincji Wniebowzięcia NMP w Katowicach.
Zwycięzcy nagradzani byli statuetką nazywaną „Przebibetonem”.

## Historia
Idea organizacji festwialu proekologicznego zrodziła siępod koniec lat 80. XX wieku w gronie panewnickich seminarzystów. Pierwsza edycja odbyła się w 1990 roku w bazylice panewnickiej. Nagrodę otrzymała „Arka” z Lublińca, którego piosenka „Ekosong” stała się hymnem imprezy. Gościem festiwalu był Józef Skrzek.
Koncerty odbywały się na Panewnickiej Kalwarii w pobliżu klasztoru franciszkanów. Celem festiwalu była prezentacja piosenek o tematyce ekologicznej oraz propagowanie edukacji proekologicznej. Wstęp na wszystkie imprezy był wolny. Gośćmi festiwalu byli m.in.: Eleni, Stare Dobre Małżeństwo, Antonina Krzysztoń, Czerwone Gitary, Pod Budą, Krzysztof Krawczyk, Grupa Vox i Brathanki.
Po roku 2003 działalność festiwalu została zawieszona z powodów finansowych. W roku 2008 wznowiono działalność festiwalu dzięki współpracy ze Stowarzyszeniem Wspierania Inicjatyw Społecznych "Meritum" z Katowic i wsparciu Unii Europejskiej. Ostatnia edycja festiwalu odbyła się 1 czerwca 2019 roku.
W niektórych latach w czasie trwania imprezy powstawał tzw. Ekotown – miasteczko namiotowe.